# Јанићије Ђурић
Јанићије Димитријевић Ђурић (Страгари код Крагујевца, 1779 — Страгари код Крагујевца, 14/26. април 1850) био је секретар Карађорђа Петровића, члан Државног савета и председник Апелационог суда.

## Карађорђев секретар
Јанићије Ђурић рођен је 1779. у Страгарима у Крагујевачкој нахији. Био је пријатељ Танаска Рајића, за кога се удала његова сестра Перуника. Школовао се у манастиру Благовештењу у Руднику. Придружио се устаницима на самом почетку Првог српског устанка 1804. године. Танаско Рајић је био у контакту са Карађорђем и када је чуо за збор у Орашцу, тада је заједно са Јанићијем у Страгарима убио страгарског ханџију и његове сејмене. Јанићије Ђурић је учествовао на збору у Орашцу 14. фебруара 1804. Карађорђе је био изабран за вожда, а Јанићије је изабран за његовог секретара, што је остао све до пропасти Првог српског устанка. Одмах је у Орашцу написао девет писама, у којима је Карађорђе позивао значајније људе да се придруже устанку. Са Карађорђем је имао породичан однос и имао је велики утицај на њега. Карађорђе га је ословљавао са „Јања”.
Крајем 1808. био је заједно са Павлом Поповићем и Иваном Југовићем у делегацији, коју је Карађорђе послао у Русију, иако се Константин Родофиникин противио слању те делегације. Делегација је отишла у Јаши у руски главни штаб, где је преговарала са кнезом Александром Прозоровским. У то време Руси су због споразума са Французима намеравали да обезбеде само аутономију Србије унутар Турске, а Срби су тражили пуну независност, коју су им Руси раније обећали. Кад се сазнало да ће Руси поново заратити са Турцима преговори у Јашију су постали беспредметни, па се српска делегација вратила у Београд почетком априла 1809. Карађорђе га је слао у Влашку у мају 1809. да се са Прозоровским договара о заједничком ратовању против Турака.
Године 1812. је одликован руским орденом Свете Ане II степена.

## Два пута замењује Карађорђа
Карађорђе га је 1813. слао по помоћ у Русију, али на путу је био ометен од стране Аустрије. Српска устаничка војска је након пада Делиграда била у великој кризи, а Карађорђе је 14. септембра 1809. на Јанићија Ђурића пренео сва своја овлаштења. Карађорђе је поново у тешким тренуцима 22. јула 1813. врховну власт привремено пренео на Јанићија Ђурића.
Карађорђе га је послао да буде главни командант уместо њега на Дрини. Међутим Ђурић се показао као веома лош војни командант. Након пораза устаничке војске на Засавици, Ђурић је побегао у Београд, а онда је заједно са Карађорђем 3. октобра 1813. прешао у Земун. Са собом је повео мајку, жену, своје троје деце и пет слугу.

## У избеглиштву
У Земуну су га аустријске власти раздвојиле од Карађорђа. Аустријске власти су Карађорђа послали у манастир Фенек, а Ђурића су држали под стражом у Земуну. Успео је да нађе начин да се Карађорђу доставе руске поруке, да би остали доследни у својим жељама да се преселе у Русију. Када је аустријски генерал Црвенка сазнао за Ђурићеву вешту испоруку писама називао га је руским духом. Ђурић је био послат у Петаву, а онда је заједно са Карађорђем отишао у Русију.
Карађорђе је оптуживао Недобу, митрополита београдског Леонтија и Јанићија Ђурића да су одговорни за пад Србије. Због тога су се светили Карађорђу, када је новембра 1814. стигао у Хотин у Бесарабији у Русији. Од средине новембра 1814. је био стално настањен у Хотину, а почетком 1817. се преселио у Кишињев. Од руске владе је до 1830. добијао помоћ у износу од 2.500 рубаља.
Ђурић је нешто касније априла 1815. путовао са Карађорђем и неколико војвода у Петроград. Заједно са Јаковом Ненадовићем, Луком Лазаревићем, Петром Добрњцем и Миленком Стојковићем био је опозиција Карађорђу и подржавао је кнеза Милоша Обреновића. Заједно са Луком Лазаревићем одао је крајем јуна 1817. информацију о Карађорђевом бегу из Хотина, када је Карађорђе тајно прешао у Србију и онда убијен.

## Повратак у Србију
Вратио се 1830. у Србију. Пошто је био поприлично богат саградио је велику кућу на месту где је касније изграђен краљевски двор. Ту је кућу касније продао држави. Имао је и другу кућу на Теразијама, коју је такође продао за живота. Марта 1834. постао је члан законодавне комисије. Постављен је 15. фебруара 1835. за члана Државног савета, а на том месту потврђен је на Петровској скупштини исте године. Постављен је марта 1839. за члана, а 21. јуна 1840. за председника Апелационог суда. Поново је постао члан Државног савета 3. септембра 1840, све до Вучићеве буне. Смењен је септембра 1842. са положаја саветника. Тада се жалио Томи Вучићу да неправедно за њега сумњају да је наклоњен Обреновићима. Након смене је пензионисан и живео је једно време у Београду, а једно време у Страгарима.
Имао је четворо деце, два сина: Владислава и Александра и две ћерке: Полу и Милицу.
Умро је 14/26. априла 1850. у Страгарима. Сахрањен је у манастиру Вољавчи, где је 1838. подигао звоник. У његовој кући у Страгарима се налазила драгоцена архива из Првог српског устанка, али је крајем 19. века изгорела. За време боравка у Русији, почео је да записује догађаје из Првог српског устанка и Карађорђеву биографију. Његови списи се налазе у Архиву САНУ у Београду и више пута су објављивани.